# Eurypoda nigrita
Eurypoda nigrita är en skalbaggsart som beskrevs av James Thomson 1865.
Eurypoda nigrita ingår i släktet Eurypoda och familjen långhorningar. Artens utbredningsområde är Laos. Inga underarter finns listade i Catalogue of Life.